# Oligodranes
Oligodranes is een vliegengeslacht uit de familie van de wolzwevers (Bombyliidae). De wetenschappelijke naam van het geslacht werd voor het eerst geldig gepubliceerd in 1844 door Loew.

## Soorten
- O. acrostichalis Melander, 1946
- O. capax (Coquillett, 1892)
- O. cinereus Melander, 1946
- O. cockerelli Melander, 1946
- O. chalybeus Melander, 1946
- O. dissimilis Melander, 1946
- O. dolorosus Melander, 1946
- O. instabilis Melander, 1946
- O. lasius Melander, 1946
- O. longirostris Melander, 1946
- O. maculatus Melander, 1946
- O. mitis (Cresson, 1915)
- O. obscuripennis Loew, 1844
- O. quinquenotatus (Johnson, 1903)
- O. scapulatus Melander, 1946